# Seymour Goes to Hollywood
Seymour Goes to Hollywood (aussi appelé Seymour at the Movies) est un jeu vidéo d'aventure et de plates-formes développé par Big Red Software et édité par Codemasters, sorti en 1991 sur DOS, Amstrad CPC, Atari ST, Commodore 64 et ZX Spectrum.
À l'origine, le jeu devait faire partie de la série Dizzy sous le titre Movieland Dizzy mais les créateurs s'y sont opposés vers la fin du développement car le jeu se déroulait dans un univers trop proche du monde réel.

## Accueil
- Amstrad Action : 92 %[2]
- Crahs : 85 %[3]
- Zzap!64 : 59 %[4]
- Amiga Format : 77 %[5]